# Оркоєн
Оркоєн (баск. Orkoien (офіційна назва), ісп. Orcoyen) — муніципалітет в Іспанії, у складі автономної спільноти Наварра. Населення — 3320 осіб (2009).
Муніципалітет розташований на відстані близько 320 км на північний схід від Мадрида, 4 км на захід від Памплони.

## Демографія
Динаміка населення (INE ):

## Галерея зображень

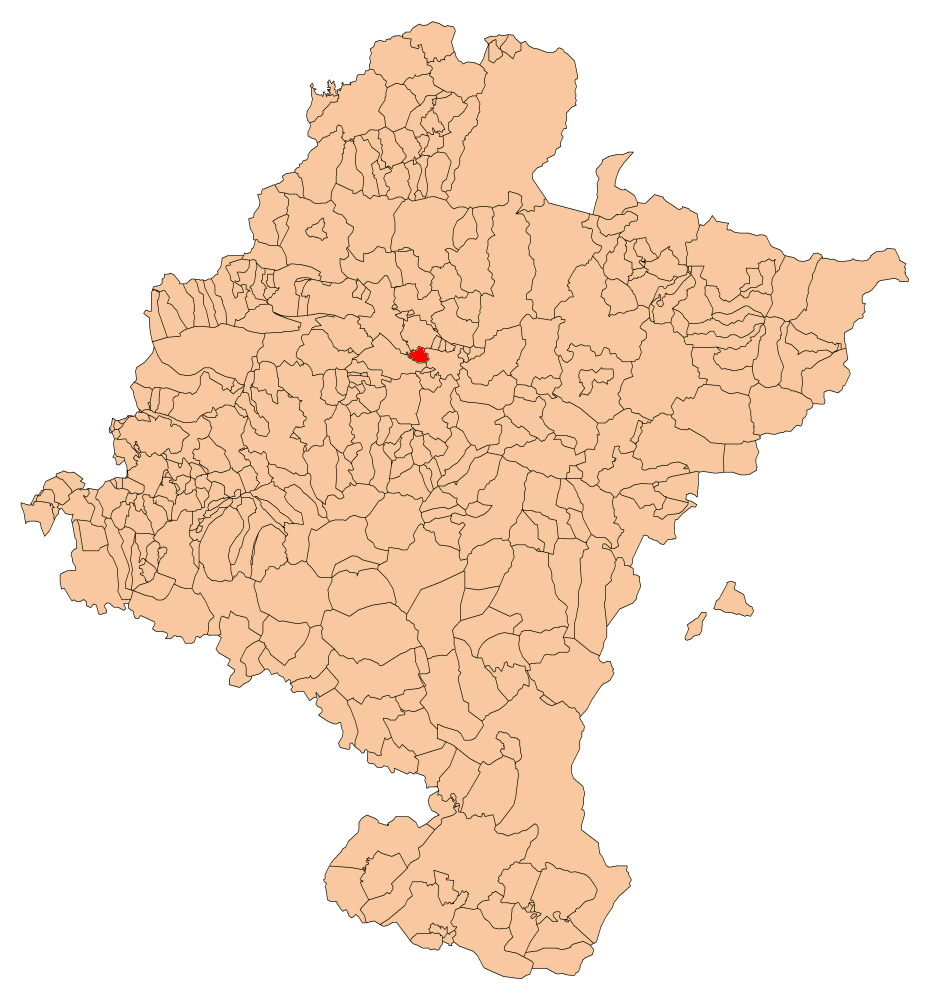
Розташування муніципалітету